# زیر درختان زیتون
زیر درختان زیتون یا از میان درختان زیتون فیلمی ایرانی به کارگردانی عباس کیارستمی است که در سال ۱۳۷۳ ساخته شد. این فیلم پارهٔ سوم از سه‌گانه کوکر است. دو فیلم دیگر خانه دوست کجاست؟ و زندگی و دیگر هیچ بود. نشریه نیویورکر در گزارشی ۴۴ مورد از بهترین فیلم‌هایی را که در تاریخ ۷۰ ساله برگزاری جشنواره کن معرفی شده‌اند، فهرست کرده‌است که در این میان نام زیر درختان زیتون به عنوان نماینده سینمای ایران نیز به چشم می‌خورد. همچنین نشریهٔ ایوژوارت فرانسه این فیلم را در فهرست ۱۰۰ فیلمی که باید دیده شود قرار داد.

## خلاصه داستان
در روستای کوکر، حسین به خواستگاریِ دختری به‌نامِ طاهره می‌رود، ولی چون خانه ندارد به او پاسخِ منفی می‌دهند. همان شب زلزله تمامِ مردم روستا را بی‌خانمان می‌کند. حسین در بی‌خانمانی خود را با همه یکسان می‌بیند و خوشحال هم هست. هفت روز می‌گذرد، در سرِ مزارِ «خدابیامرزها» حسین متوجه می‌شود طاهره و مادربزرگش زنده مانده‌اند. گروهی برایِ ساختنِ فیلم به کوکر می‌آیند. حسین با آنها کار می‌کند. گروه طاهره را برایِ بازی در نقشِ زن حسین انتخاب می‌کند. طاهره سرآخر راضی به بازی در کنار حسین می‌شود، ولی خارج از مکالماتِ اجباری مربوط به نقشش، کلمه‌ای با حسین سخن نمی‌گوید.

## جوایز
- برنده هوگو نقره‌ای جشنواره بین‌المللی فیلم شیکاگو ۱۹۹۴
- نامزد نخل طلای جشنواره فیلم کن ۱۹۹۴
- برنده خوشه طلایی بهترین فیلم جشنواره بین‌المللی فیلم وایادولید ۱۹۹۴
- برنده جایزه منتقدان بهترین فیلم جشنواره بین‌المللی فیلم سائو پائولو ۱۹۹۴
- برنده رز طلایی نشست فیلم برگامو ۱۹۹۵
- برنده جایزه پرده نقره‌ای بهترین کارگردانی جشنواره بین‌المللی فیلم سنگاپور ۱۹۹۵
- برنده جایزه رز طلایی نشست فیلم برگامو ۱۹۹۵
- برنده جایزه فیلم منتخب تماشاگران جشنواره بین‌المللی فیلم ملبورن ۱۹۹۵
- نامزد جایزه بهترین فیلم خارجی زبان انجمن منتقدان فیلم شیکاگو ۱۹۹۶
- نامزد جایزه ایندیپندنت اسپیریت بهترین فیلم خارجی زبان ۱۹۹۶